# Rugby Europe
O Rugby Europe é o órgão administrativo de rugby na Europa. Foi formado em 1999 para promover, desenvolver, organizar e administrar o jogo de rúgbi no continente europeu sob a autoridade do World Rugby (o órgão mundial que rege o rugby union).
O antecessor do Rugby Europe foi a Fédération Internationale de Rugby Amateur (FIRA). A FIRA foi formada em 1934 para promover, desenvolver, organizar e administrar o jogo da união de rúgbi na Europa fora da autoridade do International Rugby Football Board (como era chamado o World Rugby) e rapidamente se espalhou para fora do continente. A FIRA concordou em estar sob os auspícios do World Rugby nos anos 90, mudou seu nome e voltou a ser um órgão europeu. Em 2014, mudou novamente seu nome de Fédération Internationale de Rugby Amateur - Association Européenne de Rugby (FIRA-AER) para Rugby Europe como parte de uma estratégia de rebranding.

## História

### FIRA (1934-1999)
Em 1931, a Federação Francesa de Rugby (FFR) foi proibida de jogar contra as outras nações do IRFB, porque as autoridades do esporte suspeitaram por muitos anos que o FFR estava permitindo o abuso das regras sobre o amadorismo. Como resultado, a Fédération Internationale de Rugby Amateur (FIRA) foi fundada em 1934, projetada para organizar o rugby union fora da autoridade do International Rugby Football Board (como era conhecido na época). Os membros fundadores foram a Itália, França, Espanha, Bélgica, Portugal, Catalunha, Romênia, Holanda e Alemanha. Em 1941, o ditador espanhol Francisco Franco fundiu à força a equipe da Catalunha na equipe espanhola de rugby. Atualmente, a Federação Catalã está tentando, sem sucesso, reverter essa decisão, reivindicando os direitos históricos como membro fundador.

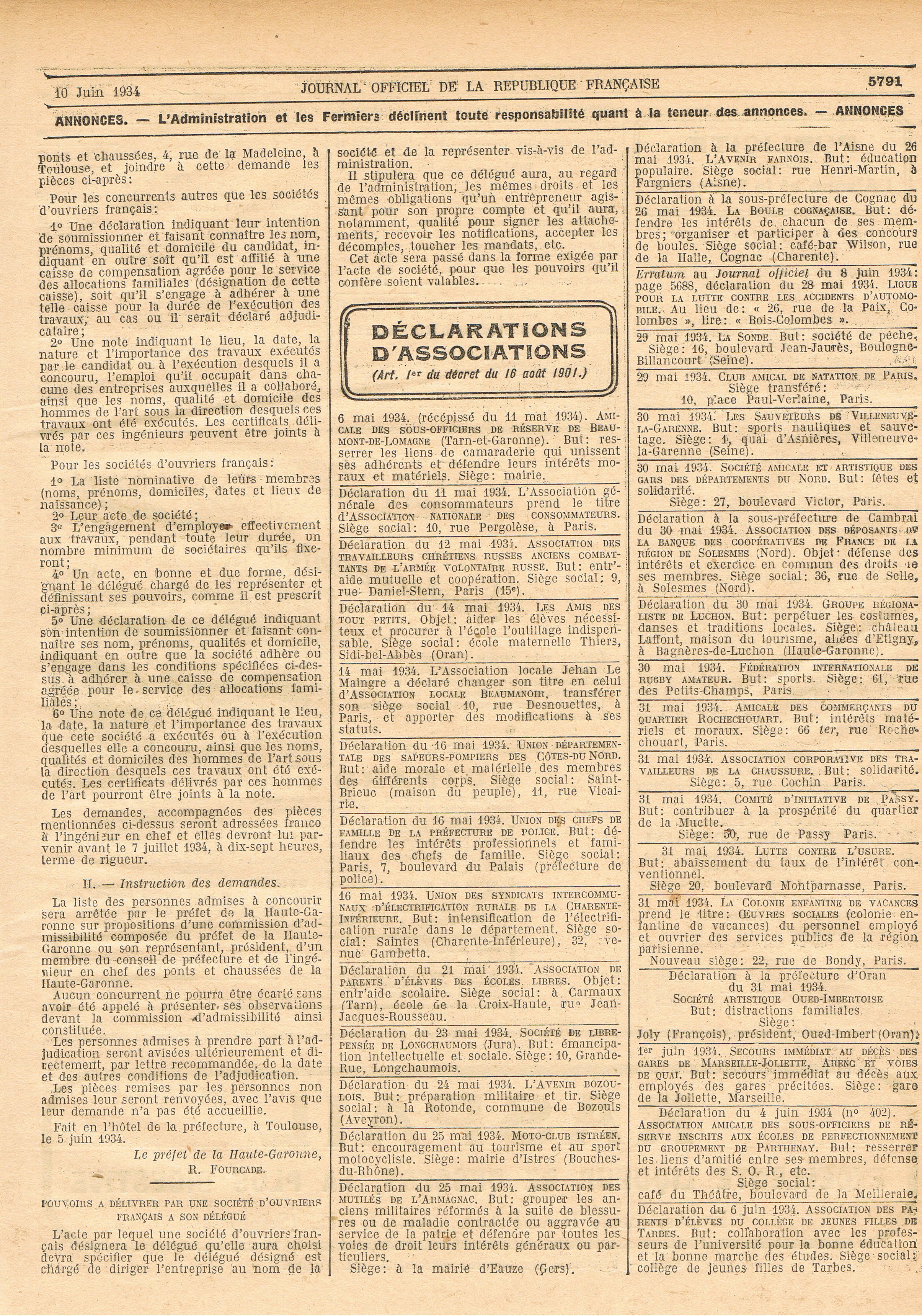
Declaração de associações sobre a criação da entidade, no Jornal Oficial da República Francesa.

Em 1965, a FIRA inaugurou a FIRA Nation's Cup e, em 1974, o FIRA Championship, mais tarde renomeado Torneio Europeu das Nações (Europe Nations Cup). A ENC concedeu competição internacional para países europeus fora das cinco nações. O ENC foi jogado em três divisões, incluindo praticamente todos os países da Europa Continental. Mais tarde, a ENC expandiu os seus horizontes, tendo Marrocos, a Tunísia e outros países não europeus. A competição de primeira divisão do ENC foi vencida com mais frequência pela França, mas a Romênia venceu cinco vezes, a Itália uma vez, em sua última edição em 1995-1997, e a União Soviética ganhou uma vez. A França e a Itália já não jogam no ENC, uma vez que ambos os países agora jogam no Campeonato das Seis Nações.

### FIRA-AER (1999-2014)
Na década de 1990, o FIRA reconheceu o IRB como o órgão diretor do sindicato de râguebi em todo o mundo e, após negociações com o IRB, concordou em integrar-se à organização. Em 1999, mudou seu nome para "FIRA - Associação de Europeia de Rugby" (FIRA-AER), para promover e governar Rugby Union no continente europeu e para comandar o Campeonato Mundial Júnior. A FIRA-AER organizou os campeonatos mundiais sub-19 e sub-21 até o IRB juntá-los para as competições agora conhecidas como Campeonato Mundial Sub-20 de Rugby e Troféu Mundial de Rugby Sub-20, em 2008.

### Rugby Europe (2014-presente)
Em junho de 2014, durante a convenção anual da FIRA-AER em Split, decidiu-se renomear a organização para Rugby Europe para fornecer um nome mais curto e mais reconhecível.

## Competições
- Torneio Europeu das Nações, também conhecido como Torneio das Seis Nações B;
- Qualificatórias da Copa do Mundo de Rugby Union para a Zona Europeia;
- Copa Europeia de Clubes de Rugby;
- Liga dos Campeões de Râguebi;
- Taça das Regiões da Europa de Rugby;
- Três Nações Víquinge;
- Campeonato Europeu de Clubes de Rugby;
- Copa do Mar do Norte;
- Campeonato Regional de Rugby;
- Copa Centro-oriental Europeia;
- Copa Báltica de Rugby;
- Copa Nórdica de Rugby;
- Campeonato Europeu de Rugby Feminino.

## Membros
O Rugby Europe tem 48 membros. Nem todos os membros europeus são membros do World Rugby (WR). Os membros do Rugby Europe estão listados abaixo, com o ano em que cada união se juntou ao World Rugby mostrado entre parênteses.
| - Alemanha (1988) - Andorra (1991) - Áustria (1992) - Azerbaijão (2004) - Bélgica (1988) - Bósnia e Herzegovina (1996) - Bulgária (1992) - Croácia (1992) - Chéquia(1988) - Chipre (2014) | - Dinamarca(1988) - Escócia (1886) - Eslovênia (1996) - Espanha (1988) - Finlândia (2001) - França (1978) - Gales (1886) - Grécia (2009) - Geórgia (1992) - Holanda (1988) | - Hungria (1991) - Inglaterra (1890) - Irlanda (1886) - Israel (1988) - Itália (1987) - Letónia (1991) - Lituânia (1992) - Luxemburgo (1991) - Malta (2000) - Moldávia (1994) | - Mónaco (1996) - Noruega (1993) - Polónia (1988) - Portugal (1988) - Roménia (1987) - Rússia(1990) - Sérvia (1988) - Suécia (1988) - Suíça (1988) - Ucrânia(1992) |

Existem 8 membros do Rugby Europe, que não são afiliados ao World Rugby:
| - Belarus - Eslováquia | - Estónia - Islândia | - Liechtenstein - Montenegro | - São Marinho - Turquia |

Existem 5 países europeus que não são afiliados pelo World Rugby ou Rugby Europe e atualmente estão aplicando/reaplicando o pedido para tornar-se membros:
| - Albânia - Arménia | - Gibraltar - Kosovo | - Macedônia |  |

Além disso, um membro fundador perdeu a sua independência desportiva e está atualmente a tentar recuperar o seu antigo reconhecimento:
- Catalunha (1934-1940)

Notas:
1. ↑  A Arménia foi suspensa do Rugby Europe em novembro de 2014 devido à inatividade.[3]

 * Indica a data de associação.